# Mariam (nume)
Mariam este un prenume feminin  de origine ebraică, având semnificația „cea frumoasă”, „doamnă” sau „cea stapână”. Numele Mariam a fost purtat de Fecioara Maria, fiind mai târziu latinizat în varianta Maria.